# Lausitz-Kaserne
Die Lausitz-Kaserne ist eine Kaserne der Bundeswehr in Doberlug-Kirchhain in Brandenburg. In der Liegenschaft war das Panzerbataillon 373 und später das Fallschirmjägerbataillon 373 stationiert.

## Lage
Die Kaserne liegt im Landkreis Elbe-Elster etwa drei Kilometer westlich von Doberlug und Kirchhain in einem ausgedehnten Waldgebiet mit ehemaligem Standortübungsplatz. Etwa ein Kilometer nordwestlich befindet sich eine ehemalige Standortschießanlage. Etwa dreieinhalb Kilometer südlich in der Bundeswehrliegenschaft Schönborner Straße ist die Ausbildungswerkstatt Doberlug-Kirchhain und die HIL Heeresinstandsetzungslogistik Werk Doberlug-Kirchhain mit rund 270 Beschäftigten untergebracht, welches auf Radfahrzeuge spezialisiert ist.

## Benennung
Benannt ist die Kaserne nach der Region Lausitz.

## Geschichte
Ursprung des Kasernengeländes ist der Schacht Kirchhain I, wo zwischen 1926 und 1959 die Erkundung der Anthrazitlagerstätte Doberlug-Kirchhain durchgeführt wurde. Nachdem sich ein Abbau als unwirtschaftlich erwies, übernahm die Nationale Volksarmee das Gelände als Kaserne. Ab 1990 wird es von der Bundeswehr genutzt. Nach der Verlegung des Fallschirmjägerbataillons 373 im Jahr 2006 nach Seedorf wurden große Teile der Kaserne einer zivilen Nutzung zugeführt. Es verblieb lediglich das Bundeswehr-Dienstleistungszentrum, dessen regionale Zuständigkeit sich über den größten Teil des Landes Brandenburg und Teile des Landes Sachsen-Anhalt und des Freistaates Sachsen erstreckt. Der militärisch nicht mehr benötigte Kasernenteil diente als Unterkunft im Rahmen der Flüchtlingskrise in Deutschland 2015/2016.

## Dienststellen
Folgende Dienststellen (Auswahl) sind bzw. waren in der Kaserne stationiert:
aktuell:
- Bundeswehr-Dienstleistungszentrum Doberlug-Kirchhain

ehemalig Bundeswehr:
- Fallschirmjägerbataillon 373 (2006 Verlegung nach Seedorf)
- Panzerbataillon 373 (Umwandlung 1996 in Fallschirmjägerbataillon 373)
- Panzerbataillon 374 (Geräteeinheit)
- Panzerpionierkompanie 370

ehemalig Nationale Volksarmee:
- Eisenbahnpionierausbildungsregiment 2 „Bruno Schramm“
- Ausbildungsregiment Militärtransportwesen 13 „Erwin Kramer“
- Werkstatt und Lager des Militärtransportwesens 22
- Instandsetzungsbasis für Bewaffnung 2
- Technisches Versorgungslager 34